# رشک (فیلم ۲۰۰۴)
رشک (انگلیسی: Envy) فیلمی در ژانر کمدی به کارگردانی بری لوینسون است که در سال ۲۰۰۴ منتشر شد.

## بازیگران
- بن استیلر
- جک بلک
- ریچل وایس
- ایمی پولر
- کریستوفر واکن
- سام لرنر